# Celtic Woman
Celtic Woman é um grupo de música formado atualmente por quatro artistas irlandesas: as vocalistas Emma Warren, Máiréad Carlin, Muirgen O’Mahony e a violinista Tara McNeill. O repertório vai desde canções tradicionais célticas até música moderna. Até agora o grupo lançou vários álbuns: Celtic Woman, Celtic Woman: A Christmas Celebration, Celtic Woman: A New Journey, The Greatest Journey: Essential Collection, Celtic Woman: Songs from the Heart, Celtic Woman: Lullaby, Celtic Woman: Believe, Celtic Woman: Home For Christmas, Celtic Woman: Emerald - Musical Gems, Celtic Woman: Destiny, Celtic Woman: Voices of Angels, Celtic Woman: Homecoming - Live from Ireland, Celtic Woman: Ancient Land, Celtic Woman: The Magic of Christmas, Celtic Woman: Celebration e seu álbum mais recente Celtic Woman: Postcards From Ireland, e fizeram muitas turnês mundiais.
A popularidade da música celta fora da Irlanda e da Europa já tinha sido consolidada por artistas como Enya, e por espetáculos como Riverdance e Lord of the Dance, e Celtic Woman já foi inclusive chamada de "Riverdance de vozes".

## Carreira

### Sobre os álbuns
Celtic Woman foi filmado no dia 15 de setembro de 2004 no chamado The Helix (um prédio na Dublin City University usado para concertos, apresentações, mostras e conferências), e obteve máxima lotação. Essa apresentação foi ao ar pela PBS em março de 2005, nos Estados Unidos, e em algumas semanas o primeiro álbum epônimo do grupo, Celtic Woman, alcançou primeiro lugar na Billboard, permanecendo neste posto por 68 semanas consecutivas (um recorde) e 81 semanas ao todo. Muito do sucesso do grupo nos EUA deve-se à grande propaganda feita pela PBS. O DVD com o show no The Helix foi lançado junto com o CD.
O lançamento de seu segundo álbum, Celtic Woman: A Christmas Celebration, em 19 de outubro de 2006, colocou seu primeiro álbum na posição número dois da lista da Billboard.
O terceiro álbum do grupo teve como preparação a filmagem do show nos dias 23 e 24 de agosto de 2006, no Castelo de Slane, na Irlanda, e foi transmitido pela PBS em dezembro desse ano. O álbum, chamado Celtic Woman: A New Journey, foi lançado juntamente com o DVD. Imediatamente alcançou a posição de número 4 no Billboard 200, e número 1 na lista da Billboard Music Chart, colocando os álbuns anteriores uma posição abaixo, garantindo ao grupo os três primeiros lugares da lista.
Em resposta à grande popularidade alcançada no show do Castelo de Slane, em 2006, a PBS Television transmitiu, em 7 de dezembro de 2007 um concerto especial novamente no The Helix Theatre. Em 2008 foi lançado um novo álbum, chamado The Greatest Journey: Essential Collection.
Em janeiro de 2010 foi lançado o mais um show denominado Celtic Woman: Songs from the Heart.

## Membros do grupo
Os membros originais de Celtic Woman eram Chloë Agnew, Órla Fallon, Lisa Kelly, Méav Ní Mhaolchatha e Máiréad Nesbitt. Durante a gravidez de Méav, em 2005, a cantora Deirdre Shannon foi selecionada para preencher seu lugar durante a turnê. Ela deixou o grupo em 2006, com a volta de Méav.
Para o álbum A New Journey, Celtic Woman contou com a presença de Hayley Westenra, cantora já bastante famosa, que durante a turnê do novo CD alternou as apresentações com Méav Ní Mhaolchatha.
Em agosto de 2007, Méav Ní Mhaolchatha anunciou que deixaria permanentemente o grupo, para dedicar-se à sua carreira solo. Foi substituída pela cantora Lynn Hilary, que fez sua primeira aparição em outubro daquele mesmo ano, em Estero, na Flórida.
Em 2008, Lisa Kelly teve outro filho, e por isso teve que deixar o grupo temporariamente, sendo substituída por Alex Sharpe durante a turnê de A New Journey.
Para a turnê de 2009, Isle of Hope, o grupo não pode mais contar com a presença de Orla Fallon que, segundo o site oficial, saiu do grupo para passar mais tempo com a família e para trabalhar num novo álbum solo. Por isso Alex Sharpe passou a substituir Orla integralmente.
Em janeiro de 2010, Alex Sharpe deixou o grupo para dedicar-se à carreira solo e à família. Informação dada no site oficial do grupo.
Em novembro de 2010, Lynn Hilary deixou o grupo. Informação dada no site oficial do grupo.
Em 2010, entrou mais uma membro no grupo, Lisa Lambe.
Na nova turnê de 2012, o grupo não contará com a presença da Lisa Kelly que saiu de licença para ter o 4º filho e, em entrevista, anunciou que permanecerá fora do grupo para se dedicar à sua família; sem data prévia para sua volta.
No final de 2011 ou início de 2012 entrou no grupo a cantora irlandesa Susan McFadden. Informação dada no site oficial do grupo.
Em 2013, o grupo fez uma nova turnê pela América do Norte, a "Celtic Woman 2013 Spring Tour".
Em 2014, Chloë Agnew se afastou do grupo sem previsão de retorno, e não participará da turnê mais recente Celtic Woman: Emerald - Musical Gems (2014).
Em 2014, o grupo fez 5 shows em São Paulo, Brasil nos dias 3 à 7 de setembro.
No final de 2014 Lisa Lambe retornou ao grupo encerrando a turnê Celtic Woman: Emerald - Musical Gems (2014).
Em 2015 para a turnê dos 10 anos de Celtic Woman as integrantes Alex Sharpe, Lynn Hilary, Méav Ní Mhaolchatha e Mairéad Carlin fizeram rodízios no show para comemorar a estadia anterior no grupo.

## Discografia

### Álbuns
- 2005 - Celtic Woman
- 2006 - Celtic Woman: A Christmas Celebration
- 2007 - Celtic Woman: A New Journey
- 2008 - Celtic Woman: The Greatest Journey - Essential Collection
- 2010 - Celtic Woman: Songs from the Heart
- 2011 -
  - Celtic Woman: Lullaby
  - Celtic Woman: Believe (Compilation)
  - Celtic Woman: An Irish Journey
  - Celtic Woman: A Celtic Christmas
- 2012 - Celtic Woman: Believe
- 2013 - Celtic Woman: Home for Christmas
- 2014 - Celtic Woman: Emerald Musical Gems
- 2015 - Celtic Woman: Destiny
- 2016 - Celtic Woman: Voices of Angels
- 2018 - 
  - Celtic Woman: Homecoming - Live From Ireland
  - Celtic Woman: Ancient Land
- 2019 -
  - Celtic Woman: Ancient Land Deluxe
  - Celtic Woman: The Magic of Christmas
- 2020 - Celtic Woman: Celebration
- 2021 - Celtic Woman: Postcards From Ireland
- 2022 - Celtic Woman: Christmas Cards From Ireland